# Padmasree Warrior
Padmasree Warrior (nascuda Yellepeddi Padmasree) és una empresaria i executiva de tecnologia indi-estatunidenca. És coneguda pels seus papers de lideratge en empreses tecnològiques com Cisco, on va exercir com a CTO durant set anys, i a Motorola, on va ser CTO durant cinc anys. També va exercir com a CEO de Nio USA, un fabricant de cotxes elèctrics. Actualment, és la fundadora i CEO de Fable, una plataforma de lectura centrada en el benestar mental. També forma part del consell d'administració de Microsoft i Spotify.
El 2014, Forbes la va classificar com una de les 100 dones més poderoses del món. El 2018 també va figurar entre les "50 millors dones tecnològiques d'Amèrica" per Forbes.